# Castell de Moraira
El Castell de Moraira és el nom més comú que rep el fort situat sobre una elevació rocosa de pedra tosca dominant la platja de l'Ampolla i tota la badia de Moraira, al terme municipal de Teulada (Marina Alta, País Valencià).
En contra de l'opinió generalitzada que datava del segle xvi i era obra de Juan B. Antonelli, avui en dia sabem que fou construït al segle xviii. Dalt de la porta d'accés hi domina l'escut reial de la casa dels Borbons, el qual data del 1742, possiblement l'any de finalització de l'obra. Sabem que ja estava construint-se el 1741 gràcies a una referència que apareix en una carta enviada al Governador de València per l'Alcalde i Regidors de Calp que demanaren que es fortifiqués la seua vila.
La fortificació fou el producte final d'una sèrie de projectes infructuosos anteriors per a la protecció de la costa teuladina, que contínuament era envaïda per pirates berberiscos, que a més de castigar la costa, arribaven fins a la mateixa vila de Teulada.
El Castell de Moraira sembla que encara funcionava fins als mitjans del segle xix, contràriament a les teories que posen la seua destrucció pels anglesos a principis del segle xix. Sabem que en la construcció de l'ermita de la mare de Déu dels Desemparats de Moraira, avui parròquia, entre el 1875 i el 1878, s'utilitzaren part de les pedres de tosca del castell, i també altres materials del castell es van usar per a l'edificació de cases.

## Descripció
És un edifici amb planta de pota de bou, amb façana semicircular orientada cap al sud: l'ingrés es realitza per la part nord on hi havia una tenassa de protecció davant de la porta, a la qual s'accedia després d'haver creuat un fossar, sobre el qual es disposava d'un pont llevadís. Durant el procés de restauració realitzat els darrers anys aparegué un fragment d'esta porta-pont que era d'una grossa fusta protegida per una planxa de ferro.
Les parets tenen una alçada de 10 metres, revestides de pedra procedent de la mateixa zona costanera. Una imposta de mitja-canya marca el límit entre el cos de l'edifici i la coberta, protegida per un petit mur que presenta set obertures on col·locar canons.
L'interior es dividia en tres naus, separades per dos grossos murs. Les dues laterals són de dimensions reduïdes comparades amb la central, que ocupa la major part dels poc més de 200 m² que té de superfície total. Originàriament, les tres naus estaven cobertes amb una volta construïda amb rajola massissa. Tot l'interior quedava il·luminat per tres finestres, situades a la façana semicircular, a més d'altres ubicades dalt de la porta d'entrada.
L'edifici, que fins fa pocs anys estava en completa ruïna, fou restaurat a principis dels anys 80, seguint en la part exterior un criteri d'aproximació a l'estat original. L'interior, en canvi, s'ha modificat en part respecte de la forma primitiva: han desaparegut les dues xemeneies que flanquejaven la finestra central. S'ha cobert un pati central i no s'ha reconstruït un entresol que hi havia a la nau oest.
1. 1 2  URL de la referència: https://eduwp.edu.gva.es/patrimonio-cultural/ficha-inmueble.php?id=1741. Data de consulta: 31 desembre 2024.